# 平梨鋪鎮區
平梨鋪鎮區為緬甸實皆省傑沙縣的鎮區。2014年人口111,968人，區域面積3,280.0平方公里。平梨鋪為該鎮區之首府。

## 外部連結
- Maplandia World Gazetteer （页面存档备份，存于） - map showing the township boundary